# 高橋徹郎
高橋 徹郎（たかはし てつろう、1967年2月6日 - ）は日本のローカルタレント、脚本家、政治家。福岡県糸島市議会議員（通算2期）。幻想舞台（ギンギラ太陽'Sの前身）主宰。劇団東京乾電池専属脚本家。ノックアウト所属。一男一女の父。主に福岡県を中心に活動している。通称・スター高橋。

## 来歴・人物
愛知県碧南市出身。九州芸術工科大学（現・九州大学芸術工学部）在学中、ドォーモ（KBC九州朝日放送）の一コーナーであった｢ミッドナイトクッキング」に出演。当時レポーターをしていた山本華世に自ら作った料理を振舞ったことがきっかけでドォーモレギュラーに。その後、巨大なアフロヘアーをトレードマークとし、また毎回ロケでは被り物を披露していた（現在は普通の髪型に戻っている）。
また、RKBラジオHiHiHi（ハイハイハイ、山崎銀之丞時代）では、ADも務めていた。
その後、柄本明に見初められて東京乾電池専属脚本家となり、東京乾電池オフィスに所属する。しかし現在まで、東京乾電池公演の脚本を担当したことが1本も無く、ドォーモの公式ホームページではそのことを嘆いている。
脚本家としては、「世にも奇妙な物語」2004年秋のスペシャルで放送された「過去からの日記」の原案を書き、また2006年春の特別編 15周年記念スペシャルで放送された「命火」（主演：長谷川京子）を手がけるなど、全国単位で活動している。
ローカルでは主にFBS福岡放送で放送されるドラマなどを手掛けており、公式サイトのブロードバンドコンテンツ「USAO」ムービーの脚本(共作)、2007年の24時間テレビ内で福岡ローカルで放送された、骨肉腫と闘い亡くなった猿渡瞳に関する「瞳スーパーデラックス」のドラマ版の脚本を手がけ、また彼自身もがんの患者として出演している。また、アイドルグループ・HKT48主演ドラマの脚本も手掛けており、2013年2月に放送された「ツナガール!~明日にエール!」、同年8月に放送された「秘密」を手掛けている。
2013年10月25日放送木曜ドォーモにて、同年10月31日にドォーモ卒業を表明。

### 政治家として
2014年2月2日に糸島市議会議員一般選挙で当選（任期は2014年2月14日から2018年2月13日まで）。
2018年1月22日に市議を辞職して糸島市長選挙に立候補。同年1月28日の市長選では17,653票を獲得するも、自民党・公明党に推薦された現職・月形祐二に1万2千票近い大差を付けられ落選。
2022年1月30日に糸島市議会議員一般選挙でトップで返り咲いた（任期は2022年2月14日から2026年2月13日まで）。

## 出演番組

### ラジオ
- 高橋徹郎のショートショート朗読劇（コミュニティラジオ天神）高橋本人が脚本の噺を高橋本人が朗読している

## 過去の出演番組
- 燃える東洋SHOW（2001年4月-2002年3月、九州朝日放送）
- びっくり!パワーシャベル（KBCラジオ）
- TVでは話せません（KBCラジオ）
- スター高橋 ドッキリ!マル秘報告（KBCラジオ　月曜～金曜 9:00 - 12:00　2003年9月29日 - 2006年3月31日）
- ブギウギラジオ（KBCラジオ 月曜～金曜 9:00 - 12:00 2006年4月3日 - 2011年 4月1日）-メインパーソナリティー（月曜 - 水曜）
- 9ヂカラ（KBCラジオ 月曜 - 金曜 9:00 - 12:00 2011年4月 - 2013年3月 ）-パーソナリティー（金曜）
- 徳永玲子のお昼ドキッ！（KBCラジオ 月曜～金曜 12:00 - 13:00 2013年4月1日 -2013年9月30日）-パーソナリティー（月曜・火曜）
- ドォーモ（KBCテレビ　月～木24:15～25:15）

## 主な脚本・戯曲
- 「原始人の初恋」
- 「虞美人草に愛はなし」
- 「森が教えてくれたこと」
- 「世にも奇妙な物語～命火」
- 「ネギゴン～４０年目の手紙」
- 新国立劇場「コミュニケーションズ～コント『有田焼の男』」
- 「世にも奇妙な物語　秋の特別編～過去からの日記」（原作・原案）
- 「パラダイスチケット2」
- 「パラダイスチケット」
- 「パニック姉妹180キロを突っ走れ！」